# Jules Ansiaux
Jules Ansiaux, né le 5 décembre 1810 à Liège, où il meurt le 7 juin 1869, est un médecin belge. Il est aussi professeur d'anatomie à l'Académie royale des beaux-arts de Liège de 1844 à 1869 et membre correspondant à l'Académie royale de médecine de Belgique de 1860 à 1869.

## Biographie
Né le 5 décembre 1810 à Liège, Jules Antoine Nicolas Ansiaux est le fils de Philippe Antoine Gaspar Melchior Balthasar Ansiaux et Marie Madelène Remouchamps. Il fait partie d'une famille liégeoise qui a déjà compté plusieurs médecins dans ses rangs, puisqu'il est le petit-fils du docteur Nicolas-Antoine-Joseph Ansiaux (1765-1825) et le neveu du professeur Nicolas-Gabriel Ansiaux (1780-1834).
Il étudie à Liège, obtenant le grade de « docteur en médecine, chirurgie et accouchements » en 1833. Il se perfectionne ensuite en ophtalmologie et en chirurgie à Paris. Il revient à Liège en 1835 et y exerce de chirurgien, entre autres aux hospices civils, jusqu'en 1841. Cette même année il fonde le dispensaire ophtalmique de Liège et se retire de la carrière chirurgicale,. En 1843, il a une fille, Lucie Marie Clotilde Ansiaux.
En 1844, il est nommé professeur d'anatomie à l'Académie royale des beaux-arts de Liège en remplacement de Ferdinand Vottem, fonction qu'il conserve jusqu'à la fin de sa carrière,. Les années suivantes il publie quelques notices médicales dans différents périodiques belges et l'ouvrage Faits cliniques de chirurgie en 1852. À partir du 27 octobre 1860, il siège en tant que membre correspondant à l'Académie royale de médecine de Belgique,. Il est aussi correspondant de la Société royale de Sciences médicales de Lisbonne et de la Société des sciences, des arts et des lettres du Hainaut.
Il meurt le 7 juin 1869 dans sa ville natale, précisément deux mois après le décès de son épouse Florentine Dorothée Eugénie Ryss le 7 avril 1869.